# Zelenogorsk (krai de Krasnoyarsk)
Zelenogorsk (del ruso: Зеленогорск) es una ciudad cerrada del krai de Krasnoyarsk, en Rusia. Esta ciudad producía uranio enriquecido para el programa nuclear soviético. Está situada en la orilla izquierda del río Kan, 180 km antes de su confluencia con el río Yeniséi, en Siberia, 95 km al este de Krasnoyarsk, la capital del krai. Contaba con 68 583 habitantes en 2009.

## Historia
En el emplazamiento actual de la ciudad de Zelenogorsk existía antes de la fundación de la ciudad un pueblo llamado Ust-Barga (Усть-Барга), conocido desde 1735 por la existencia de una pequeña fundición de hierro.
En la década de 1950, la gerencia de energía nuclear de la Unión Soviética decidió establecer en la región de Krasnoyarsk una instalación para la obtención de uranio enriquecido para armas nucleares. Por ese motivo, en 1956, en un breve periodo de tiempo fue construida una nueva ciudad que permanecería en secreto bajo el nombre en código de Krasnoyarsk-45.
La planta de enriquecimiento de uranio recibió el nombre de fábrica electroquímica y fue puesta en funcionamiento en 1962. La ciudad se construyó según el típico modelo de construcción de posguerra de la Unión Soviética de edificios prefabricados.
La ciudad llevó ese nombre hasta 1994 cuando fue rebautizada como Zelenogorsk ("ciudad verde"). Todavía se necesita un permiso especial para entrar en la ciudad.

## Demografía
| 1959  | 1979   | 1992   | 1996   | 2002   | 2005   | 2008   |
| ----- | ------ | ------ | ------ | ------ | ------ | ------ |
| 9 200 | 48 700 | 64 000 | 66 700 | 69 355 | 69 200 | 68 507 |

## Cultura y lugares de interés
La ciudad cuenta con una filial del Instituto Politécnico de Krasnoyarsk.

## Economía y transporte
La principal compañía de la ciudad es la fábrica electroquímica que produce bienes de consumo como televisores, monitores o productos de plástico además de tecnología armamentística nuclear. Otra compañía importante de la ciudad es la central térmica Krasnoyárskaya GRES-2.
Las vías de transporte más importantes entre Zelenogorsk y otras ciudades pasan por la cercana ciudad de Zaoziorni, en la que se encuentran la carretera principal M53 y una estación del ferrocarril Transiberiano.

## Ciudades hermanadas
- Newburyport, Estados Unidos